# 梶井宮御流
梶井宮御流（かじいのみやごりゅう）は、京都大原の三千院を源とする華道の一派である。

## 概要
宮門跡として知られる京都・大原の三千院を源としている。三千院は、平安時代に僧最澄によって開創された天台宗の院であるが、堀河天皇の第二皇子最雲法親王の入山以降は、皇族が従侍となってきた。三千院には、創建依頼、本尊に供える三具足（香炉・瓶・燭台）のしつらいが伝承されており、瓶には、「たて花」が立てられており、仏前の供花であるために院内にとどめられている。このはなとは別に、院内の居住空間には「抛入花」がいけられ、四季の風情が賞玩されてきた。花を生け、花のいのちを尊び、一瓶の花に思いを表すというコンセプトが今日まで長きに渡って継承されてきた。中興の祖である（六世）常修院宮は、江戸時代前期の公家文化サロンの中心的な存在で、いけばなを好んだ直門一実院慈渓（七世）に梶井宮慈渓御流という流名を与え、当時の新都市であった江戸へ出向かせた。七世が江戸で抛入花をもっていけばなを広めるべく活動を始めたのが流派としての嚆矢となる。のちに江戸後期に成立した「生花」様式を取り入れ、この式正の格をもった生花に、新たな美を工夫して独自の花型を創った。以来、この形式が今日まで伝承されている。この他に、現代花として投入花と盛花がある。

## 年表と歴代

### 室町時代
- 開祖 威徳王院一品智法親王（三千院第三十八世・天台座主 堯胤法親王弟）、号慈月園。御家元古流と称す。
- 二世 後菩提院二品彦胤法親王

### 安土桃山時代
- 三世 大雄院二品応胤親王
- 四世 円妙院二品最胤法親王

### 江戸時代
- 五世 常性院二品承快法親王
- 六世 1629年 (寛永6年) 常修院二品慈胤法親王（元和3年～元禄12年）、中興の祖、号松翁館。後陽成天皇の15皇子。江戸時代前期の公家文化サロンの中心的な存在で、天台座主は3度に及ぶ
- 七世 一実院慈渓師。 六世の門人、号松雨軒。六世の名により梶井宮慈渓御流として江戸へ下り、いけばなを広める。 梶井宮慈渓御流として江戸に下りいけばなを広める。
- 八世 蓮空坊慈訣慧俊法橋、号泉龍寺。家元を継承。

1684年（貞享元年）浅草本願寺御堂に献花、以降恒例となる。
1695年（元禄8年）「梅花伝」を著す。
- 九世 1704年（宝永元年）松谷庵慈空、家元を継承。
- 十世 1723年（享保8年）遊松庵南枝、家元を継承。
- 十一世 1747年（延享4年）対当庵慈詮、家元を継承。
- 十二世 1754年（宝暦4年）岩井忠恕、家元を継承。
- 十三世 1761年（宝暦11年）月休庵了覚、家元を継承。
- 十四世 1766年（明和3年）梅軒雪朝、家元を継承。
- 十五世 1797年（寛政9年）慈松軒清雅、家元を継承。 この頃、春秋件一葉の門人（本松斎一得か）と関わり、遠州系の生花様式を流儀花として取り入れる。
- 十六世 1800年（寛政12年）栄松軒素行、家元を継承。
- 十七世 1824年（文政7年）一松斎素翁法眼、家元を継承。

1863年（文久3年）中興の祖である六世常修院宮御忌迫福花展を両国萬八樓にて開催する。

### 明治時代
1870年（明治3年）兵部省の命により、東京華道協和会の各流に呼びかけて明治維新御用献華の会を催す。出瓶数414瓶。
- 十八世 1907年（明治40年）一松斎藤原素朝、家元を継承。

1908年（明治41年）三千院門跡の認可により、流名を梶井宮御流と改称する。
1909年（明治42年）「活華千代の松」三巻を訂正増補し発刊する。
1910年（明治43年）宮内省の命により、来朝した清国大使載貝振に当流のいけばなを供覧する。同年、同じくインド・パロダ王国・王妃・王女にいけばなを供覧する。

### 大正時代
1912年（大正元年）明治天皇御大喪参列のために来朝した各国王族の宿舎芝離宮にいけばなをいける。
1918年（大正7年）上野・東叡山寛永寺において、流祖ならびに先代一松斎素翁の大法要を全国の教授者と共に営む。
1922年（大正11年）京都三千院門跡仮宸殿で行われた明治天皇御十周年聖忌御懺法講に奉修する。
1923年（大正12年）関東大震災で罹災し、流派の貴重な文献・資料・花器などを消失する。

### 昭和時代
- 十九世 1929年（昭和4年）一松斎藤原素朝、家元を継承襲名する。
- 二十世 1960年（昭和35年）7月 一松斎藤原素朝、家元を継承襲名する。

複雑になっていた花型を統一する。伝承の生花に時代に対応した「近代生花」を創案、加える。
流歌を制定する（作詞・三浦徳太郎、作曲・内田勝人）。

### 平成時代
- 二十一世 2004年（平成16年）8月 一松斎藤原素朝、家元を継承襲名する。

2005年（平成17年）3月 横浜・三渓園にて家元継承襲名記念展を開催する。
同年5月 三千院にて御懺法講に奉修する。